# Orthosia pearcei
Orthosia pearcei là một loài thực vật có hoa trong họ La bố ma. Loài này được (Rusby) Liede & Meve mô tả khoa học đầu tiên năm 2008.